# Šibenska kapa
Šibenska kapa je najpoznatija hrvatska inačica crvene kape, vrste narodnog pokrivala za glavu. Danas je obično narančaste boje s dva niza crnih vezenih ukrasa (obično zvanih bovuli, bouli, boule ili bule). 
Stariji oblik kape (uglavnom niži, uvijek crvene boje, najčešće s jednim nizom povezanih krugova, navezena i po tjemenu, uvijek s kitom) sačuvan je s muzejskim primjercima koji se danas čuvaju u bečkom Muzeju nacionalne etnografije (Österreichisches Museum für Volkskunde), Etnografskom muzeju u Splitu, Etnografskom muzeju u Zagrebu, Etnografskom muzeju u Beogradu, Narodnom muzeju u Zadru, Muzeju grada Šibenika, Gradskom muzeju Drniša i Kninskom muzeju.

## Povijest
Crvenu kapu se tipski povezuje s japodskim oglavljem, iako je kod Japoda bila nošena samo kod žena dok se crvena kapa u narodu nosila i među muškarcima i među ženama. 
Nakićeni oblik kape (u narodu kićenka), kakav je nošen npr. kod svadbenih djevera ili alkarskih momaka, naliči na neobičnu crvenu kapu koju nosi orač naslikan na fresci u crkvici Gospe Srimske između Šibenika i Vodica (XII./XIII. st.).
Na donjem ukrasnom vijencu portreta šibenske katedrale nalazi se i lik pučanina pod kapom. Ovaj portret potječe iz vremena popravka katedrale 1850. godine. Na gornjem ukrasnom vijencu portreta (iz pred-Dalmatinčeve faze izgradnje, oko 1440.) također je brkati lik pod sličnom kapom.
Crvenu kapu je kao muško oglavlje u dokumentu iz 1500. pronašao don Krsto Stošić, dok je kao "kapu od skrleta s kožnom podstavom" pronašao u dokumentu iz 1660. godine.

### Društvene okolnosti
Politički povodi za poznatost ovakvog oblika narodne crvene kape 1880-ih godina je bilo nadmetanje narodnjaka (s narodnom kapom kao simbolom, redovito s brkovima) i autonomaša (s gospodskim klobukom kao simbolom, redovito s bradom i brkovima) za vlast u Šibeniku i u drugim dalmatinskim gradovima, a 1920-ih godina narodna kapa kao simbol slavenstva pred anektiranim Zadrom.
U valu modernizacije nakon 2. svjetskog rata kapa je, kao i druga pučka obilježja, bila u drugom planu iza simbolike klasne ideologije. Svečanosti poput proslave 900. obljetnice prvog spomena grada Šibenika 1966. godine i proglašenje šibenskog franjevca Nikole Tavelića svetim 1970. godine, kao i ekonomsko otvaranje konzumentima kulture izgradnjom Jadranske turističke ceste 1964. i izgradnjom hotela od 1966., pojačali su javni interes za kapu kao simbol identiteta i suvenir.
Današnji grb i uspravna zastavica Šibensko-kninske županije ima dvije komponente prenesene sa šibenske kape (tj. šibensko-drniške kape, kako je tim povodom službeno obrazloženo): boju i ukras. Boja je opisana kao crvena a u stvarnosti se na županijskom grbu često prikazuje kao narančasta. Ukras na uspravnoj zastavici su boule, spiralno vezene spojene kružnice.

### Gospodarske okolnosti
Obrtnički preduvjet za uspjeh šibenske kape bila je djelatnost poduzeća zvanog Industrija narodnog veziva kojeg je u Šibeniku od 1880. do 1945. u skladu s europskim trendom interesa za tradicijske obrte poznatim kao Pokret za umjetnost i obrt (Arts and Crafts Movement) utemeljila obitelj Matavulj. Poduzeće je proizvodilo narodne kape (berette nazionale, izraz zabilježen 1890.), druge dijelove narodnih nošnji, pogače od oraha i suhih smokava i likere (od 1844. godine). Proizvodnja se dijelom odvijala u pogonu u gradskom predjelu Varoš, a dijelom kao kućna radinost kooperantica kojima je poduzeće osiguravalo materijal i prodaju.
Povećana potreba za ovakvim i sličnim kapama (poput ličkih) u zapadnohrvatskim krajevima od Gospića do Imotskog, gdje je ostajala posljednjom tradicijskom oznakom u kupovnim odjećama industrijskog vremena, snažno je podstakla proizvodnju Matavuljevog poduzeća. 

## Kaparije (pogoni) i kaparice
- Industrija narodnog veziva (1844. – 1945.), vodili Simeuna (Šima) Matavulj r. Triva, njen sin Đuro Matavulj, njen unuk Marko Matavulj, Đurina žena Ana Matavulj, Đurin sin Simo Matavulj (mlađi) i Đurina kćer Milka Bučević
- Samostan časnih sestara benediktinki Sv. Luce na Gorici u Šibeniku (djevojačka škola do XIX. st., ženska zanatska škola do 1945., aktivne i danas)
- Anka Bogdanović, kooperantica Industrije narodnog veziva
- Šima Rora, kooperantica Industrije narodnog veziva
- Bosiljka Sekulić, kooperantica Industrije narodnog veziva
- Vinka Maričić, kooperantica Industrije narodnog veziva
- Kata Baljkas, kooperantica Industrije narodnog veziva
- Zorka Batinica, kooperantica Industrije narodnog veziva
- Ana Iljadica, žena Stipe (1920-e)
- Cvita Jurišić, žena Grge (1920-e)
- Milka Baranović, žena Ive (1920-e)
- Ana Kronja, žena Dunka (1920-e, do 1960-ih)
- Marija Županović, žena Šime (1920-e)
- Katica Ungaro (1920-e)
- Jelka Baljkas (1920-e)
- Marketa Stošić r. Bumber (1920-e)
- Vica Bogdanović (rođena 1882., Matavuljeva kooperantica u 1920-im, do 1970-ih)
- Vica Stojić (Matavuljeva kooperantica u 1920-im, do 1960-ih)
- Stana Zorić r. Baranović (majka don Krešimira Zorića)
- Šima Stojić (2. polovica XX. st.)
- Đokonda Stojić (2. polovica XX. st.)
- Vjera Stojić (2. polovica XX. st.)
- Marija Bumber (2. polovica XX. st.)
- Centar za unaprijeđenje domaćinstva, vodila Biserka Ljubković (1961. – 1972.)
- Tkalačka zadruga "Tkanica" u Kninu (2005. godine)
- Marija Cipitelo Stojić (od 1993., aktivna kaparica)
- Liposava Kuštović, obrt Lipa (aktivna kaparica)
- Nelica Knežević, obrt Atelier VeNel (aktivna kaparica)
- Udruga Žena u Drnišu, predsjednica Milena Perčin (aktivne kaparice)

## Čija je kapa?
Kapa je koncem XIX. st. i u prva dva desetljeća XX. st. pojednostavljena za izradu od uposlenih žena ili kooperantica uz pomoć šivaćeg stroja s dodatnom mogućnošću vezenja, kakve im je s materijalom i plasmanom osiguravao obrtnik. U to vrijeme je kućno rađena narodna kapa u Šibeniku bila niža, istaknutijeg vrha i vezenih ukrasa s disproporcionalno malim punjkama (u narodu zvana oštruljica ili težačka kapa), a u Drnišu i okolici je kapa bila viša, plosnatijeg vrha, sa strane sa šupljim punjkama veličinom približenima ili izjednačenima s ostalim vezenim krugovima (drniška kapa, u tom kraju u narodu jednostavno zvana seljačkom kapom). Strojnom ubrzanju proizvodnje za veće tržište prikladnije je bilo približavanje obliku i ukrasima veće kape. 
Slična je kapa nošena i u Kninu, prije polovice XIX. st. zamotana pod crvenu ćalmu. 
U tom smislu je današnja šibenska kapa amalgam šibenske i drniške kape, u vrijeme širenja proizvoda Industrije narodnog veziva u raznim krajevima prozvana kapom šibenkinjom. Vrijeme promjene rukom izrađivane narodne kape u kupovnu kapu iz Industrije narodnog veziva može se vidjeti na Meštrovićevim slikama u Gradskom muzeju Drniša ("Momak i djevojka u kolu", "Pastir s mijehom", "Žene iz Dalmatinske zagore", skulptura "Ludi Mile", sve nastale između 1911. i 1913. godine).
Naziv "šibenska kapa", koji u narodu nije postojao prije XX. st., opravdan je zbog nastanka ovako modificirane narodne kape u Industriji narodnog veziva. Taj povijesni obrt bio je smješten u još postojećoj zgradi u šibenskoj četvrti Varoš.

## Kulturni status
Ministar kulture RH je 18. srpnja 2008. donio rješenje kojim se utvrđuje da umijeće izrade šibenske kape ima svojstvo nematerijalnog kulturnog dobra u smislu članka 9., stavka 1, alineje 3. Zakona o zaštiti i očuvanju kulturnih dobara.
Prijedlog za utvrđenje svojstva nematerijalnog kulturnog dobra je studenog 2007. godine pokrenula i obrazac s opisom kulturnog dobra popunila Nelica Knežević.

## Mjere zaštite
Kao mjera zaštite nematerijalnog kulturnog dobra obrtnice, kaparice, udruge i ustanove u svojim prostorima i na gradskim trgovima upriličavaju više povremenih sadržaja i programa. Posebno se ističu popularizacijski učinci jednometarske kape koju je 2008. napravila drniška udruga "Žena", rad obrta "VeNel" sa školskom djecom u radionici i dućanu u ulici don Krste Stošića i predstavljanja niza rekonstruiranih starijih oblika kape u obrtu "Lipa". 
Na poziv Joška Lokasa se u kompleksu ruralnog turizma Etnoland u Pakovom Selu povremeno održavaju okupljanja posvećena ovoj kapi. Teme okupljanja su bile iduće:
- "Čija je ovo kapa?", 10. III. 2010.
- "Čija je kapa starija?", 18. III. 2011. (vrt Matavulj u Šibeniku 30. III. 2011.)

## Zanimljivosti
- Pod vodstvom Ane Matavulj se iz Industrije narodnog veziva kasnih 1920-ih godina znalo dnevno proizvoditi i do dvije tisuće kapa, uobičajeno po tisuću. U to vrijeme tvrtka je imala 250 radnica i 150 kooperantica u kućnoj radinosti, uglavnom u gradskim četvrtima Gorica i Dolac (usp. pjesmu Vinka Nikolića "Kaparica").
- Centar za unaprijeđenje domaćinstva (tvrtka nastala iz kućne radinosti Ženske stručne škole) je 1968. za 19 kupaca ("Kornat", "Atlas", "Rukotvorine", hoteli, turistička društva...) prodao ukupno 6151 kapa svojih kooperantica: samo ih je Đokonda Stojić izradila 2816, Marija Bumber 1770, nekadašnja Matavuljeva kaparica Vica Stojić 959 a njena nećaka Šima Stojić 658 (sa zalihom za iduću godinu). Sve su ove kaparice bile u šibenskoj četvrti Gorica, kao i časne sestre kod kojih su ih u djevojačkoj školi naučile raditi.
- Čuvenije glave pod šibenskom kapom: predsjednik hrvatske vlade Vladimir Nazor u posjetu Šibeniku 24. siječnja 1945. godine, Josip Broz Tito u posjetu Šibeniku povodom 900. obljetnice prvog spomena grada 10. svibnja 1966. godine (darovana u sklopu šibenske nošnje za predsjednički par), Vice Vukov na "Postirskim frajima" 20. srpnja 1971. godine, Franjo Tuđman u posjetu Šibeniku 15. kolovoza 1993. godine, Goran Ivanišević na primanju kod pape 27. listopada 1995.

## Vanjske poveznice
|  | Zajednički poslužitelj ima još gradiva o temi Šibenik cap |

- Youtube: kaparica Marija Cipitelo Stojić objašnjava kako se izrađuje šibenska kapa
- Vektorizirane boule za likovnu primjenu (Muzej Grada Šibenika, 1. tečaj izrade šibenske kape 3. travnja 2014.)
- Boja i boule s kape na službenim obilježjima Šibensko-kninske županije
- Youtube: šibenski pučanin pod kapom na portretu s katedrale iz 1850. (popravak izmjenom starijeg oštećenog portreta)
- Youtube: pjesma Crvena kapa Arsena Dedića koju je 1984. pjevala klapa Jadrija